# Larga (passe)
Pour les articles homonymes, voir Larga.

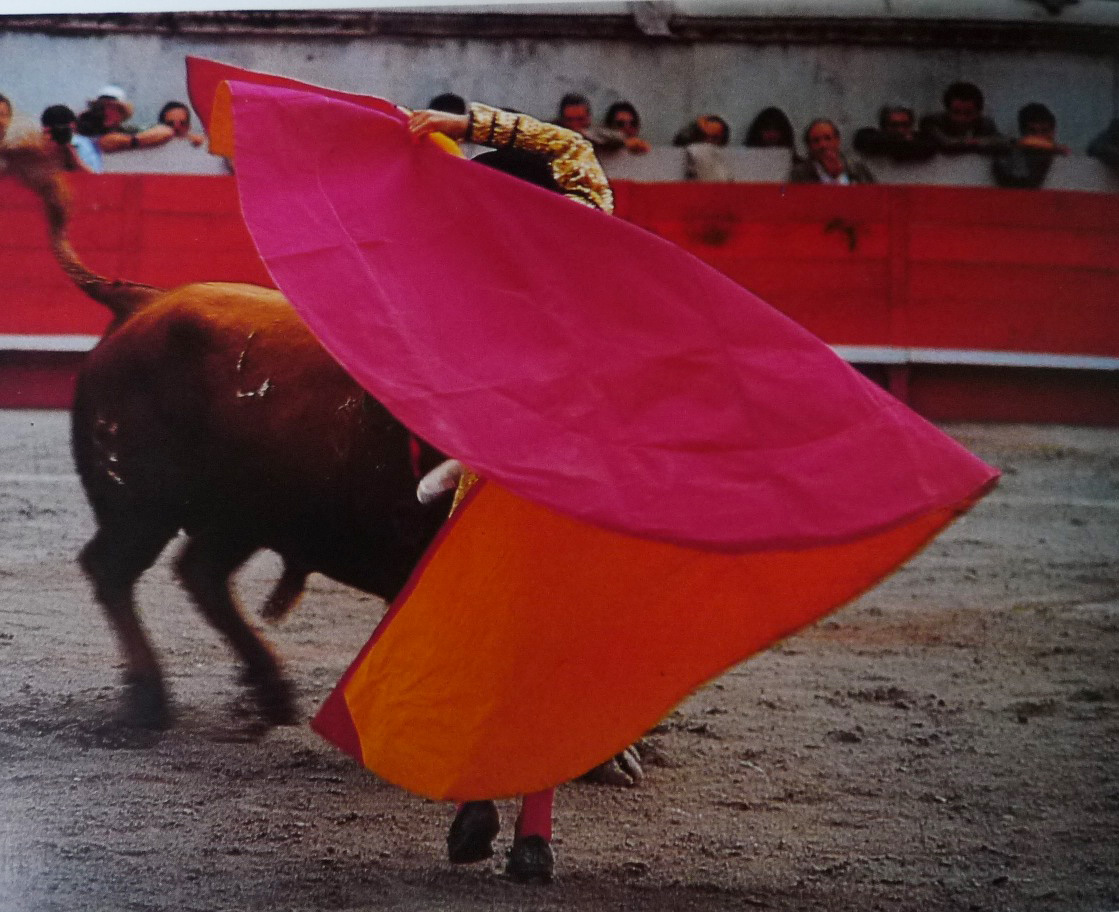
Larga afarolada

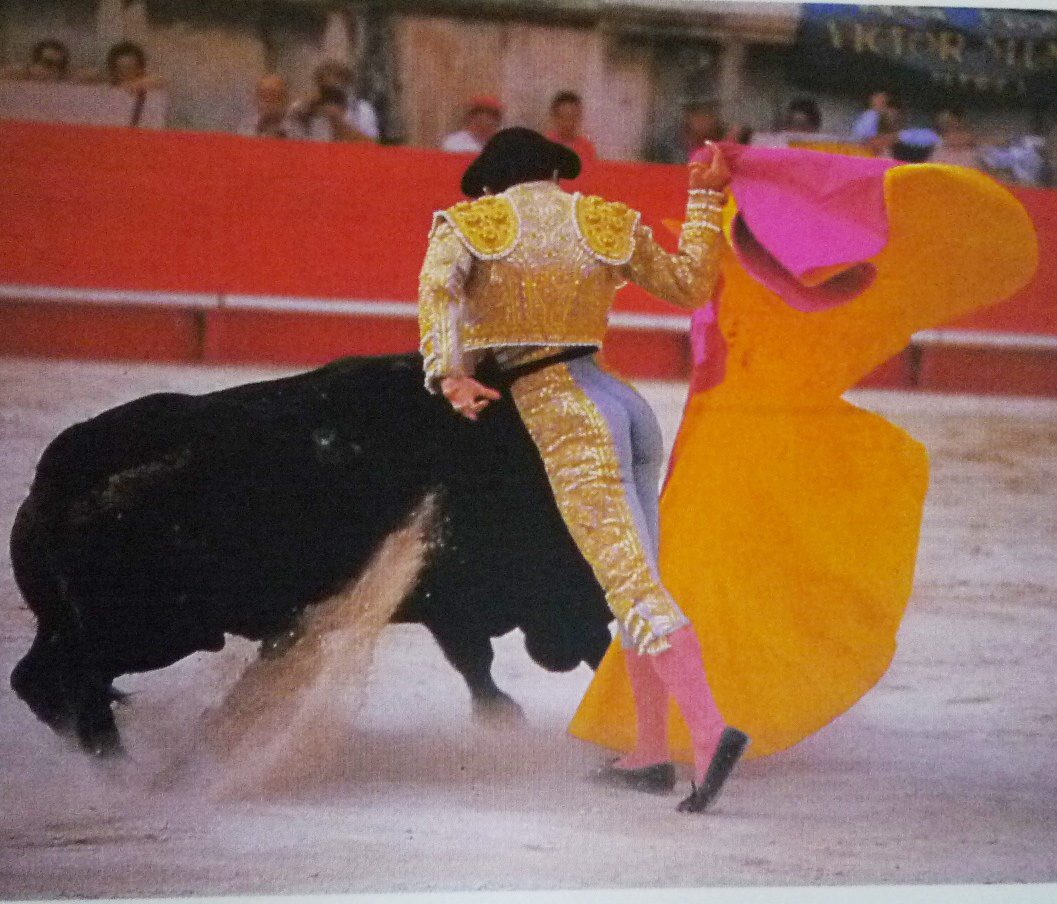
Autre exemple de larga

Dans le monde de la tauromachie, la larga (en espagnol, « large » au féminin) est une passe de cape.

## Présentation
Le matador ramasse l'étoffe d'une seule main, puis il la déploie dans toute sa longueur sous le mufle du taureau, en la tenant par une pointe, pour entraîner l'animal qui peut sortir soit du côté de la main, soit du côté opposé (larga cambiada). C'est une passe extrêmement élégante qui donne lieu à un grand nombre de variations.
Un temps abandonnée, parce que considérée comme une passe de subalterne, elle a été remise à l'honneur et exécutée avec brio dès les années 1990 par Joselito (José Miguel Arroyo Delgado), puis El Juli, Sébastien Castella et tous les toreros qui sont allés toréer en Amérique du Sud où l'on accorde une grande importance aux passes de cape.
La larga simple (sencilla ou natural) termine généralement une série de  véroniques. Tout comme la rebolera ou serpentina, qui laisse le taureau sur place et qui sont des passes de fin ou remate, ces deux dernières sont particulièrement  employées par les toreros sévillans comme Javier Conde.
La larga serpentina décrit une spirale en l'air, d'où son nom (« comme un serpentin »).
La larga afarolada, très spectaculaire, (souvent exécutée par El Juli) consiste à soulever le capote au-dessus de la tête du matador en projetant l'étoffe le plus haut possible, comme pour le Farol.
La larga per alto (par le haut) était très prisée lorsqu'elle était exécutée par « Lagartijo », le calife de Cordoue, qui faisait tournoyer la cape pour diriger l'animal et lui tournait ensuite le dos. Antonio Ordóñez l'utilisait pour écarter avec élégance son taureau de la pique et pour l'y ramener.